# Platja del Pi
La platja del Pi és una platja natural del municipi de Portbou (Alt Empordà) situada entre penya-segats, al costat nord de la badia de Portbou, a 500 m al nord de la població. S'hi pot accedir a peu des de la carretera N-260 (és la primera platja accessible un cop creuada la frontera des de França) i també pel camí de ronda des de Portbou, després de passar la platja de les Tres Platgetes. Està orientada cap al sud, de manera que queda molt protegida quan bufa el fort vent de tramuntana. Té una longitud de 45 m i una amplada de 10 m, composta de còdols foscos. No disposa de serveis. Hi és habitual la pràctica del nudisme. Els seus bonics fons marins la fan idònia per a la pràctica del busseig.